# Flabellum vaughani
Flabellum vaughani är en korallart som beskrevs av Stephen D. Cairns 1984. Flabellum vaughani ingår i släktet Flabellum och familjen Flabellidae. Inga underarter finns listade i Catalogue of Life.